# Hochzeitsreigen
Hochzeitsreigen ist ein Walzer von Johann Strauss Sohn (op. 453). Das Werk wurde am 12. November 1893 im Konzertsaal des Wiener Musikvereins erstmals aufgeführt.

## Einzelnachweis
1. ↑  Quelle: Englische Version des Booklets (Seite 85) in der 52 CDs umfassenden Gesamtausgabe der Orchesterwerke von Johann Strauß (Sohn), Hrsg. Naxos (Label). Das Werk ist als elfter Titel auf der 31. CD zu hören.